# Füllinsdorf
Füllinsdorf (gsw. Füllschdf) – gmina (niem. Einwohnergemeinde) w północnej Szwajcarii, w kantonie Bazylea-Okręg, w okręgu Liestal. 31 grudnia 2020 liczyła 4 549 mieszkańców. Przez teren gminy przebiega autostrada A22.

## Współpraca
Miejscowość partnerska:
- Burgkirchen, Austria